# 機能主義 (心の哲学)
心の哲学の分野における機能主義（きのうしゅぎ、英: Functionalism）は、心的な状態とはその状態の持つ機能的役割によって定義される、という立場を指す。
すなわち、「痛み」を感じている人間の脳の機能を忠実に再現しさえすれば、それを構成する材料が神経細胞ではなく、シリコンチップや、ばねと歯車で構成された無機質な機械などであっても、それを「痛み」と言える、という考え方。行動主義や同一説の問題点を踏まえた上で、それらのあとに続く考え方として、1960年代に登場した。

## 反論
機能主義に対する代表的な反論に中国語の部屋という思考実験がある。